# Okręg wyborczy nr 12 do Senatu Rzeczypospolitej Polskiej (2001–2011)
Okręg wyborczy nr 12 do Senatu Rzeczypospolitej Polskiej obejmował w latach 2001–2011 obszar miasta na prawach powiatu Krakowa oraz powiatów chrzanowskiego, krakowskiego, miechowskiego, myślenickiego, olkuskiego, oświęcimskiego, suskiego i wadowickiego (województwo małopolskie). Wybierano w nim 4 senatorów na zasadzie większości względnej.
Powstał w 2001, jego obszar należał wcześniej do okręgów obejmujących województwo krakowskie oraz części województw bielskiego, katowickiego, kieleckiego i nowosądeckiego. Zniesiony został w 2011, na jego obszarze utworzono nowe okręgi nr 30, 31, 32 i 33.
Siedzibą okręgowej komisji wyborczej był Kraków.

## Reprezentanci okręgu
| Rok  | Senator komitet wyborczy                                    | Senator komitet wyborczy                                     | Senator komitet wyborczy                                    | Senator komitet wyborczy                                      | Senator komitet wyborczy                                    | Senator komitet wyborczy                                       | Senator komitet wyborczy                                    | Senator komitet wyborczy                                       |
| ---- | ----------------------------------------------------------- | ------------------------------------------------------------ | ----------------------------------------------------------- | ------------------------------------------------------------- | ----------------------------------------------------------- | -------------------------------------------------------------- | ----------------------------------------------------------- | -------------------------------------------------------------- |
| 2001 |                                                             | Janusz Bargieł KKW Sojusz Lewicy Demokratycznej – Unia Pracy |                                                             | Bogusław Mąsior KKW Sojusz Lewicy Demokratycznej – Unia Pracy |                                                             | Bogdan Podgórski KKW Sojusz Lewicy Demokratycznej – Unia Pracy |                                                             | Andrzej Jaeschke KKW Sojusz Lewicy Demokratycznej – Unia Pracy |
| 2005 |                                                             | Ryszard Legutko Prawo i Sprawiedliwość                       |                                                             | Piotr Boroń Prawo i Sprawiedliwość                            |                                                             | Andrzej Gołaś Platforma Obywatelska RP                         |                                                             | Jarosław Gowin Platforma Obywatelska RP                        |
| 2007 | Zbigniew Cichoń Prawo i Sprawiedliwość                      |                                                              | Stanisław Bisztyga Platforma Obywatelska RP                 | Janusz Sepioł Platforma Obywatelska RP                        | Paweł Klimowicz Platforma Obywatelska RP                    |                                                                |                                                             |                                                                |
| 2011 | okręg zniesiony – patrz okręgi: nr 30, nr 31, nr 32 i nr 33 | okręg zniesiony – patrz okręgi: nr 30, nr 31, nr 32 i nr 33  | okręg zniesiony – patrz okręgi: nr 30, nr 31, nr 32 i nr 33 | okręg zniesiony – patrz okręgi: nr 30, nr 31, nr 32 i nr 33   | okręg zniesiony – patrz okręgi: nr 30, nr 31, nr 32 i nr 33 | okręg zniesiony – patrz okręgi: nr 30, nr 31, nr 32 i nr 33    | okręg zniesiony – patrz okręgi: nr 30, nr 31, nr 32 i nr 33 | okręg zniesiony – patrz okręgi: nr 30, nr 31, nr 32 i nr 33    |

## Wyniki wyborów
Symbolem „●” oznaczono senatorów ubiegających się o reelekcję.

### Wybory parlamentarne 2001
| Kandydat                                              | Kandydat                   | Komitet wyborczy                                     | Głosów  |
| ----------------------------------------------------- | -------------------------- | ---------------------------------------------------- | ------- |
|                                                       | Janusz Bargieł             | KKW Sojusz Lewicy Demokratycznej – Unia Pracy        | 167 280 |
|                                                       | Bogusław Mąsior            | KKW Sojusz Lewicy Demokratycznej – Unia Pracy        | 149 146 |
|                                                       | Bogdan Podgórski           | KKW Sojusz Lewicy Demokratycznej – Unia Pracy        | 142 513 |
|                                                       | Andrzej Jaeschke           | KKW Sojusz Lewicy Demokratycznej – Unia Pracy        | 140 222 |
|                                                       | Krzysztof Kozłowski●       | KWW Blok Senat 2001                                  | 137 167 |
|                                                       | Rafał Broda                | Liga Polskich Rodzin                                 | 133 259 |
|                                                       | Stanisław Borkacki         | Liga Polskich Rodzin                                 | 130 515 |
|                                                       | Zygmunt Kolenda            | KWW Blok Senat 2001                                  | 106 342 |
|                                                       | Stefan Jurczak●            | KWW Blok Senat 2001                                  | 105 823 |
|                                                       | Wojciech Grzeszek          | KWW Blok Senat 2001                                  | 95 594  |
|                                                       | Robert Leszek Moczulski    | Niezależny Pozapartyjny KWW                          | 89 887  |
|                                                       | Stanisław Babiński         | KWW Ziemi Krakowskiej                                | 82 565  |
|                                                       | Wacław Przybyło            | Samoobrona Rzeczpospolitej Polskiej                  | 75 203  |
|                                                       | Edward Baścik              | Polskie Stronnictwo Ludowe                           | 60 914  |
|                                                       | Zygmunt Szopa              | Polskie Stronnictwo Ludowe                           | 53 511  |
|                                                       | Andrzej Bajołek            | Polskie Stronnictwo Ludowe                           | 52 143  |
|                                                       | Stanisław Hodorowicz       | Polskie Stronnictwo Ludowe                           | 49 154  |
|                                                       | Gniewomir Rokosz-Kuczyński | KWW „Forum Obywatelskie Chrześcijańska Demokracja”   | 48 100  |
|                                                       | Andrzej Flaga              | Alternatywa Ruch Społeczny                           | 35 843  |
|                                                       | Andrzej Nelicki            | Konserwatywno-Liberalna Partia Unia Polityki Realnej | 30 071  |
|                                                       | Czesław Wojtyła            | KWW Ruch Społeczno-Samorządowy                       | 27 031  |
|                                                       | Paweł Kalisz               | Polska Unia Gospodarcza                              | 25 749  |
|                                                       | Józef Skudlarski           | KWW Zgoda                                            | 16 164  |
| Frekwencja: 49,61% Źródło: Państwowa Komisja Wyborcza |                            |                                                      |         |

*Stefan Jurczak i Krzysztof Kozłowski reprezentowali w Senacie IV kadencji (1997–2001) województwo krakowskie.

### Wybory parlamentarne 2005
| Kandydat                                              | Kandydat              | Komitet wyborczy                    | Głosów  |
| ----------------------------------------------------- | --------------------- | ----------------------------------- | ------- |
|                                                       | Ryszard Legutko       | Prawo i Sprawiedliwość              | 229 393 |
|                                                       | Piotr Boroń           | Prawo i Sprawiedliwość              | 220 685 |
|                                                       | Andrzej Gołaś         | Platforma Obywatelska RP            | 203 299 |
|                                                       | Jarosław Gowin        | Platforma Obywatelska RP            | 157 083 |
|                                                       | Andrzej Flaga         | Liga Polskich Rodzin                | 99 312  |
|                                                       | Anna Raźny            | Liga Polskich Rodzin                | 90 173  |
|                                                       | Barbara Niemiec       | Liga Polskich Rodzin                | 90 109  |
|                                                       | Józef Lassota         | Centrum                             | 72 022  |
|                                                       | Henryk Połcik         | Liga Polskich Rodzin                | 61 773  |
|                                                       | Marek Nawara          | KWW „Wspólnota Małopolska”          | 56 799  |
|                                                       | Janusz Bargieł●       | Sojusz Lewicy Demokratycznej        | 54 027  |
|                                                       | Mikołaj Grabowski     | Partia Demokratyczna – demokraci.pl | 51 392  |
|                                                       | Bogusław Mąsior●      | Sojusz Lewicy Demokratycznej        | 50 819  |
|                                                       | Bronisław Kluska      | Polskie Stronnictwo Ludowe          | 42 494  |
|                                                       | Bogdan Podgórski●     | Sojusz Lewicy Demokratycznej        | 42 373  |
|                                                       | Mieczysław Gil        | Centrum                             | 40 993  |
|                                                       | Alicja Baluch         | Partia Demokratyczna – demokraci.pl | 39 959  |
|                                                       | Tadeusz Wadas         | Polskie Stronnictwo Ludowe          | 35 412  |
|                                                       | Teresa Banaś-Rzegucka | Socjaldemokracja Polska             | 34 726  |
|                                                       | Jerzy Meysztowicz     | Partia Demokratyczna – demokraci.pl | 33 376  |
|                                                       | Robert Rokita         | Socjaldemokracja Polska             | 30 323  |
|                                                       | Jacek Pelczar         | Socjaldemokracja Polska             | 27 019  |
|                                                       | Ryszard Kozłowski     | Dom Ojczysty                        | 18 836  |
|                                                       | Grzegorz Pioterek     | KWW Bóg-Honor-Ojczyzna              | 14 418  |
|                                                       | Mirosław Pawłowski    | Polska Partia Narodowa              | 8916    |
|                                                       | Piotr Korczak-Niwicki | KWW Ruch Społeczno-Samorządowy      | 6316    |
| Frekwencja: 45,50% Źródło: Państwowa Komisja Wyborcza |                       |                                     |         |

### Wybory parlamentarne 2007
| Kandydat                                              | Kandydat           | Komitet wyborczy                      | Głosów  |
| ----------------------------------------------------- | ------------------ | ------------------------------------- | ------- |
|                                                       | Stanisław Bisztyga | Platforma Obywatelska RP              | 314 314 |
|                                                       | Janusz Sepioł      | Platforma Obywatelska RP              | 301 893 |
|                                                       | Paweł Klimowicz    | Platforma Obywatelska RP              | 276 213 |
|                                                       | Zbigniew Cichoń    | Prawo i Sprawiedliwość                | 252 708 |
|                                                       | Leszek Długosz     | Prawo i Sprawiedliwość                | 248 637 |
|                                                       | Ryszard Legutko●   | Prawo i Sprawiedliwość                | 244 784 |
|                                                       | Andrzej Wysocki    | Platforma Obywatelska RP              | 241 435 |
|                                                       | Andrzej Kramarczyk | Prawo i Sprawiedliwość                | 217 813 |
|                                                       | Henryk Sawka       | KKW Lewica i Demokraci SLD+SDPL+PD+UP | 112 548 |
|                                                       | Robert Rokita      | KKW Lewica i Demokraci SLD+SDPL+PD+UP | 104 020 |
|                                                       | Leszek Schumacher  | Polskie Stronnictwo Ludowe            | 90 203  |
|                                                       | Henryk Połcik      | Liga Polskich Rodzin                  | 28 462  |
|                                                       | Grzegorz Pioterek  | KWW Bóg-Honor-Ojczyzna                | 25 473  |
| Frekwencja: 59,05% Źródło: Państwowa Komisja Wyborcza |                    |                                       |         |